# Papamosques de les Filipines
El papamosques de les Filipines (Ficedula luzoniensis) és una espècie d'ocell de la família dels muscicàpids (Muscicapidae) endèmica de les Filipines. El seu hàbitat natural són els boscos tropicals i subtropicals de frondoses humits de les terres baixes. Està afectat per la pèrdua d'hàbitat, tot i que el seu estat de conservació es considera de risc mínim.